# Wolf-Dieter Poschmann
Wolf-Dieter Poschmann (* 22. Mai 1951 in Köln; † 27. August 2021 in Mainz) war ein deutscher Sportmoderator, der zuvor als Leichtathlet aktiv war. Er leitete von September 1995 bis Januar 2005 die ZDF-Hauptredaktion „Sport“.

## Leben

### Sportliche Laufbahn
In seiner Kindheit war Poschmann ab 1965 Fußballspieler beim SF 03 Pasing, 1968 wechselte er zum Mittelstreckenlauf.
Seine Bundeswehrzeit zwischen 1970 und 1972 verbrachte Poschmann in einer Sportfördergruppe in Porz-Wahn. Bis 1986 nahm er an den deutschen Leichtathletik-Meisterschaften teil und kam dort oft unter die sechs Besten. Seine vorderste Platzierung war ein zweiter Rang bei der Deutschen Marathon-Meisterschaft 1973. Insgesamt fünfzehnmal startete er für die DLV-Nationalmannschaft, mit der er an zwei Universiaden in Sofia (1977) und Mexiko-Stadt (1979) sowie an den Crosslauf-Weltmeisterschaften 1978 (Platz 61) teilnahm. 1975 wurde er bei einem Marathon-Länderkampf zwischen Deutschland, Frankreich, Italien und der Tschechoslowakei in Fürth als bester Deutscher Dritter.
1978 gewann Poschmann den City–Pier–City Loop in Den Haag und stellte dabei mit einer Zeit von 1:03:36 h einen deutschen Rekord über die Halbmarathondistanz auf, der erst zwölf Jahre später gebrochen wurde. Weitere Erfolge bei Straßenläufen waren Siege beim Paderborner Osterlauf (1975), bei der Nacht von Borgholzhausen (1979) und beim Darmstädter Stadtlauf (1982). Bei einer Größe von 1,91 m hatte er ein Wettkampfgewicht von 75 kg.
Von 1977 bis 1980 absolvierte Poschmann ein Sportstudium an der Deutschen Sporthochschule Köln.
Bestzeiten
- 3000 m: 7:54,50 min, 10. August 1980, Köln
- 5000 m: 13:35,07 min, 24. Juni 1981, Paris
- 10.000 m: 28:28,64 min, 27. August 1980, Koblenz
- Halbmarathon: 1:03:36 h, 8. April 1978, Den Haag (deutscher Rekord)
- Marathon: 2:19:29 h, 5. Juli 1975, Fürth
- 3000 m Hindernis: 8:32,2 min, 6. August 1977, Hamburg

### Fernsehkarriere
Poschmanns Berufswunsch war Lehrer. Nach dem Abitur 1970 und dem anschließenden Wehrdienst studierte er von 1972 bis 1977 und nochmals von 1980 bis 1985 Germanistik und Pädagogik bzw. Geschichte an der Universität zu Köln und bestand das erste Staatsexamen. 1986 kam er als Hospitant zum ZDF, wo er anschließend freier Mitarbeiter in der Hauptredaktion „Sport“ wurde. Von 1993 bis November 2016 war er festangestellter Redakteur, von 1995 bis 2005 war er Leiter der Hauptredaktion „Sport“. Von 1994 bis 2011 moderierte er Das aktuelle Sportstudio, außerdem Sportereignisse wie z. B. Fußball-Weltmeisterschaften. Auch trat er von 1990 bis 1995 als Moderator der ZDF-Sportreportage in Erscheinung. Als Sport-Chefreporter präsentierte er von 2005 bis 2016 Fußball, Leichtathletik und Eisschnelllauf. Poschmann war außerdem ab 1995 bis 2001 als Kommentator in der Computerspielserie FIFA tätig.
Poschmann kommentierte 2012 das Finale des 100-Meter-Laufs bei den Olympischen Spielen in London, an dem auch der 2006 des Dopings überführte und bis 2010 gesperrte Justin Gatlin teilnahm. Poschmann bezeichnete dabei vierjährige Dopingsperren und Olympiaverbot als rechtlich nicht durchsetzbar und keine Lösung, das bestehende Kontrollsystem als unorthodox, wenig effizient und teuer und die Behandlung der wenigen des Dopings Überführten als „Dämonisierung“. Diese Ansichten wurden von den Doping-Experten Helmut Pabst, Werner Franke und Wilhelm Schänzer und von dem Zehnkämpfer Frank Busemann kritisiert und widersprochen.
Bei den Leichtathletik-Weltmeisterschaften 2013 fungierte Poschmann als Kommentator und berichtete live vom Herrenmarathon. Nach den Olympischen Spielen 2016 in Rio de Janeiro, bei denen er erneut als Reporter dabei war, ging er in den Ruhestand.

### Persönliches
Wolf-Dieter Poschmann war verheiratet. Seit 2010 war er Pate des Kinderhospizes Bethel für unheilbar erkrankte Kinder. Er starb nach kurzer schwerer Krankheit am 27. August 2021 im Alter von 70 Jahren. Seine letzte Ruhestätte befindet sich auf dem Friedhof an der Mercatorstraße in Mainz-Marienborn.
Poschmann war mehr als dreißig Jahre Chefmoderator des Trierer Silvesterlaufs.

## Auszeichnungen
- 1996: TV-Preis Sport-Bild-Award
- 1998: Medienpreis (Silberne Kugel) des Nationalen Olympischen Komitees für Deutschland (für hervorragende Live-Berichterstattung von den Olympischen Winterspielen 1998 in Nagano)
- 1999: Goldener Gong
- 2007: Bronze Herbert-Award für die Kommentierung von Fußball-Weltmeisterschaft 2006 und Leichtathletik-Europameisterschaften 2006
- 2009: Silber Herbert-Award für die Kommentierung der Olympischen Spiele 2008 in Peking

Wolf-Dieter Poschmann wurde mehrfach zum TV-Journalisten des Jahres gewählt.